# Carl-Erik von Braun
Carl-Erik von Braun (* 14. November 1896 in Göteborg; † 2. November 1981 in Helsingborg) war ein schwedischer Tennisspieler in den 1920er Jahren.

## Karriere
Von Braun nahm zwischen 1920 und 1925 an den Wimbledon Championships teil. Sein bestes Abschneiden erzielte er 1922 und 1925 mit dem Einzug in die dritte Runde, wo er 1922 dem Briten Henry Reginald Fussell und drei Jahre später dem US-Amerikaner Ray Casey jeweils in drei Sätzen unterlag. Im selben Jahr spielte er auch in einer Begegnung für Schweden im Davis Cup gegen die Niederlande; er musste sich aber in beiden Einzeln gegen Hendrik Timmer und Arthur Diemer Kool sowie im Doppel an der Seite von Marcus Wallenberg geschlagen geben.
Von Braun trat darüber hinaus bei den Olympischen Spielen 1920 in Antwerpen an. Im Einzel erreichte er die zweite Runde, in der er gegen den Belgier Albert Lammens verlor. Im Doppel, an der Seite von Sune Malmström, schied er bereits im ersten Spiel, ebenfalls gegen Lammers sowie dessen Landsmann Jean Washer, aus.
Als einziger Turniersieg seiner Karriere ist ein Amateurturnier aus dem Jahr 1925 in Weybridge überliefert. Sein letztes Turnier spielte er 1928. Er starb 1981 im Alter von knapp 85 Jahren.